# Scone (Écosse)
Pour les articles homonymes, voir Scone.
Scone (en écossais : Sgàin ; en moyen irlandais : Scoine) est un village d'Écosse, dans la région de Perth and Kinross. Son nom est prononcé « scoune ».
À Scone se trouvait la Pierre du destin, dite aussi Pierre de Scone, sur laquelle les rois d'Écosse étaient couronnés. La pierre fut emmenée comme butin de guerre à Westminster par le roi Édouard Ier d'Angleterre en 1296.
Mais les rois écossais continuèrent à se faire couronner à Scone, jusqu'à Charles II, en 1651.
Au début du XIIe siècle, Alexandre Ier d'Écosse construisit à Scone une abbaye pour y conserver la Pierre du destin. L'endroit servit aussi de résidence royale. Un village médiéval, Old Scone, se développa peu à peu autour de l'abbaye.
Mais au XIXe siècle, l'ensemble fut rasé par le comte de Mansfield pour construire le château actuel. Et un nouveau village — New Scone — fut construit en 1805, à deux kilomètres à l'ouest de l'ancien. Il comprend de nos jours 4 000 habitants et fait partie de la banlieue de Perth.
La Pierre du destin a été rétrocédée à l'Écosse le 15 novembre 1996. Elle est désormais exposée au château d'Édimbourg. 